# Chute de Hatra
Guerres perso-romaines
La chute de Hatra, capitale du royaume de Hatra sous Sanatruq II, a lieu au IIIe siècle après un long siège mené par le roi sassanide Chapour Ier. Hatra est pillée et abandonnée, et son royaume se dissout.

## Contexte historique
Pendant les guerres romano-perses, le royaume de Hatra sert d'État tampon entre l'Empire romain et l'Empire parthe, et sa dynastie est majoritairement sous l'influence de ce dernier. Sa capitale, Hatra, est fortement fortifiée et parvient à repousser les sièges des empereurs romains Trajan (en 117 apr. J.-C.) et Septime Sévère (en 193 et 197 apr. J.-C.). Sous le règne de Sanatruq II, le royaume s'agrandit, et lorsque l'Empire parthe est remplacé par l'Empire sassanide, Hatra change d’allégeance et devient un royaume vassal des Romains. Le roi sassanide Ardachir Ier assiège la ville sans succès dans les années 220. Des dédicaces latines datées de l’année 235, trouvées dans les ruines de Hatra, suggèrent la présence de l’armée romaine dans la ville à cette époque.

## Siège et conséquences
Les sources modernes situent la chute de Hatra en 240–241 apr. J.-C. (ou en avril 241 apr. J.-C.), d'après le document récemment découvert, le Codex Mani de Cologne (18.2-8), qui correspond à l'année où Ardachîr Ier couronne son fils Chapour Ier comme co-régent. L'un ou l'autre de ces souverains pourrait avoir conquis Hatra. Le siège dure un an,, ou deux ans selon al-Tabari.
Après la conquête de la ville, Hatra est pillée, ses fortifications détruites, la cité abandonnée et jamais réinstallée, et le royaume de Hatra est dissous,. En 363, Ammien Marcellin passe près de Hatra avec l'armée romaine et la décrit comme une « ancienne ville située dans une région inhabitée et abandonnée depuis longtemps ».
La chute de Hatra est relatée dans les traditions arabes et persanes médiévales à travers des récits mêlant faits et fiction. La légende raconte l’histoire de la princesse hatréenne Al-Nadirah (en), qui aurait trahi la ville en faveur de Chapour Ier après être tombée amoureuse de lui.
La capture de Hatra par les Sassanides est considérée comme l'une des causes de la guerre de Perse de Gordien III.

## Approfondir le sujet
- Enrico Marcato, « An Aramaic Incantation Bowl and the Fall of Hatra », Journal of Ancient Near Eastern History, vol. 7, no 2,‎ 2020, p. 133–157 (DOI 10.1515/janeh-2020-0004, S2CID 225421630)